# Amadeo Sorli
Amadeo Sorli Lahuerta (Zaragoza, Zaragoza, 14 de julio de 1976) es un jugador de balonmano español. Juega en la posición de extremo y sobresale en la faceta defensiva. Actualmente milita en el Club Balonmano Aragón de la Liga ASOBAL. Mide 1,78 metros y pesa 82 kg.

## Equipos
1999/2000 - 2000/2001: 
2001/2002 - Actualidad CAI BM. Aragón
- Garbel Zaragoza (1999 - 2001)
- Balonmano Aragón (2001 - 20--)

## Palmarés
- Internacional Júnior en una ocasión.